# Matjiesfontein
Matjiesfontein est une petite localité d'Afrique du Sud inscrit à l'inventaire des monuments historiques du pays depuis 1970. Le village est principalement un musée à ciel ouvert.

## Géographie
Matjiesfontein est située dans la province du Cap-Occidental, dans le désert du Karoo à 280 km de la ville du Cap et 220 km de Beaufort West sur l'autoroute N1.
Elle fait partie de la municipalité locale de Laingsburg (6 681 habitants) au sein du district municipal du Karoo-Centre.

## Démographie
Selon le recensement de 2011, Matjiesfontein compte 422 habitants (97,63 % de coloureds, 1,18 % de noirs et 0,71 % de blancs). La langue maternelle dominante des habitants est l'afrikaans (97,38 %).

## Historique

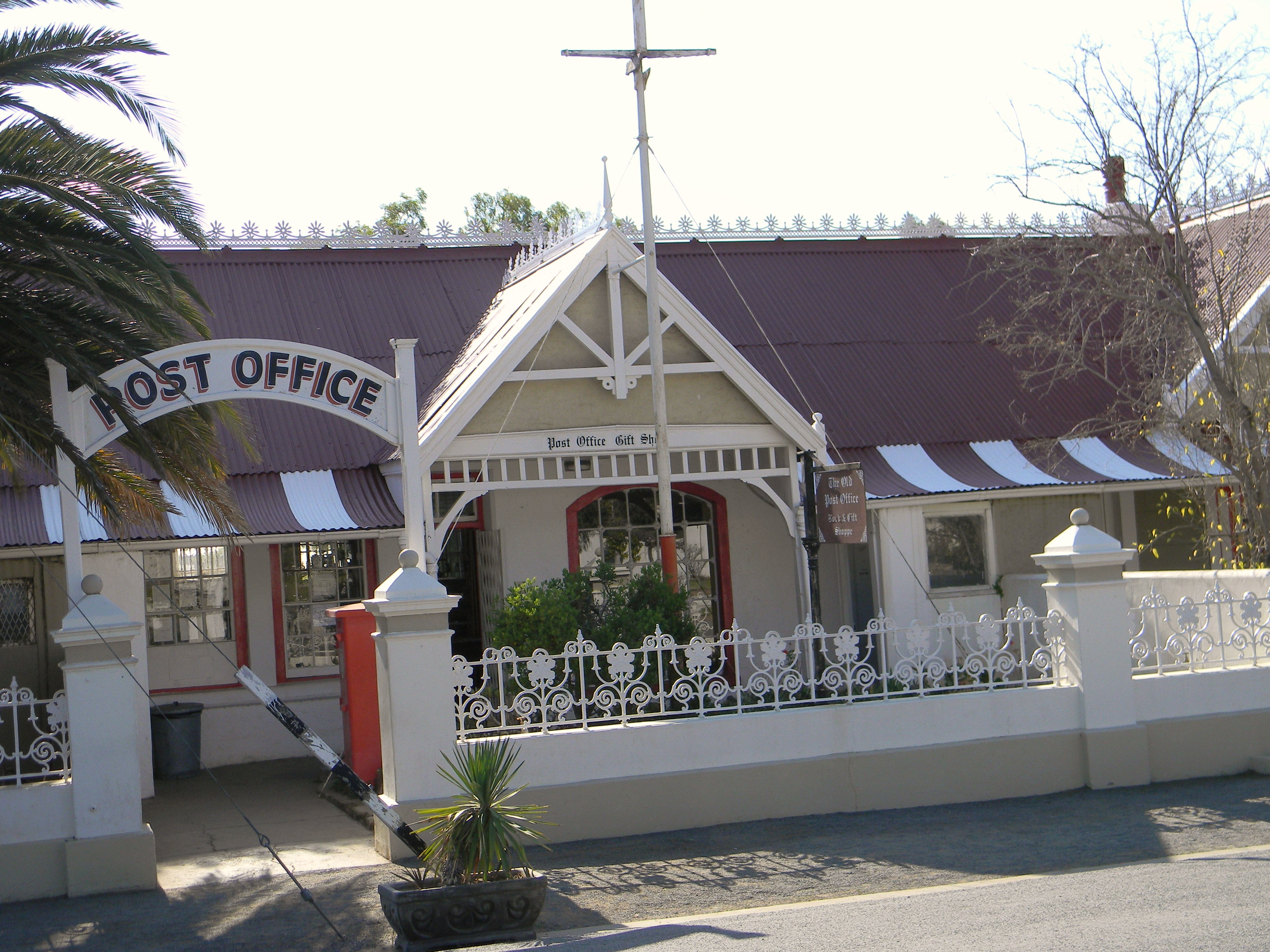
Bureau de poste de Matjiesfontein

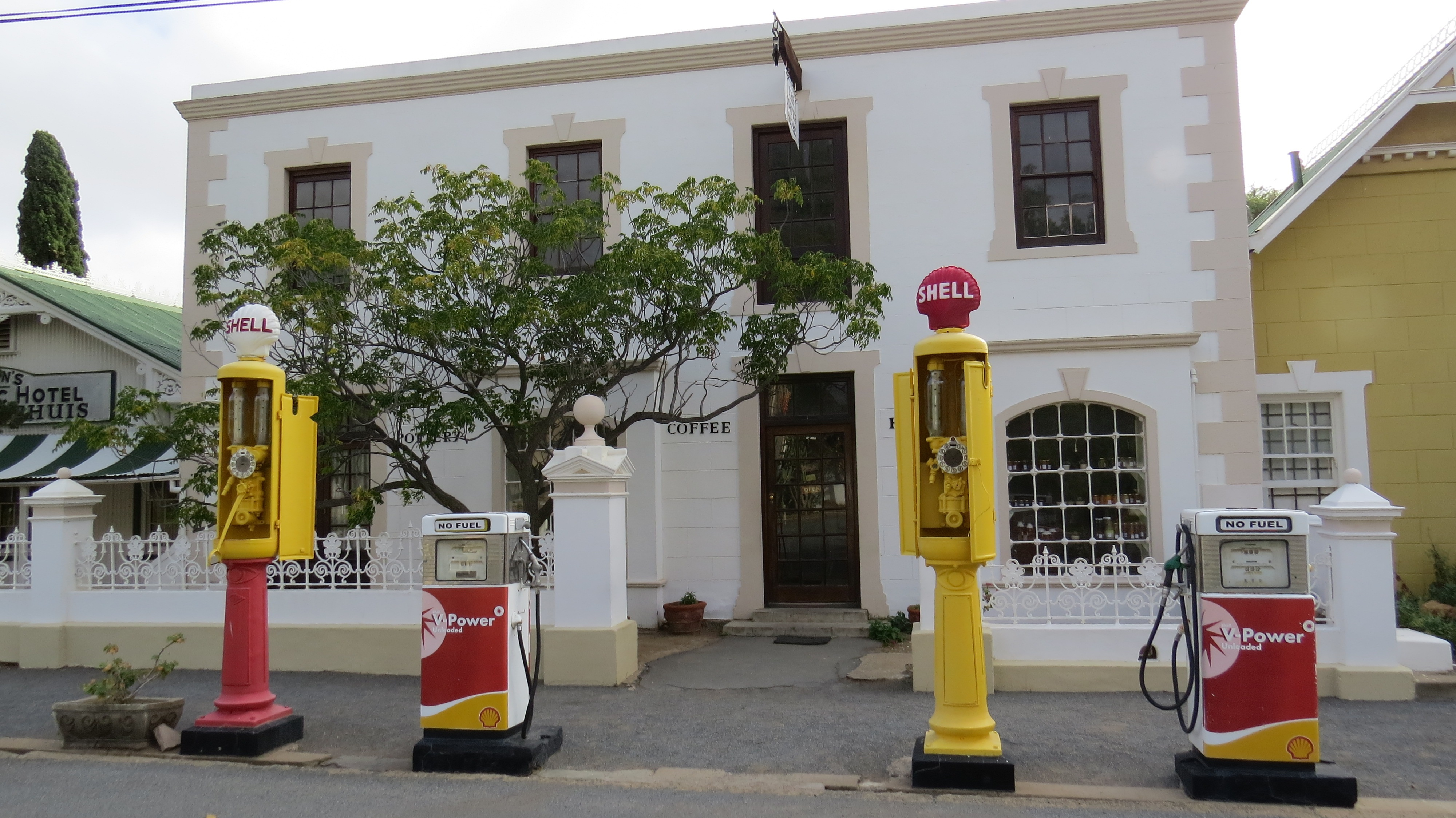
Station essence

Matjiesfontein fut fondée en 1884 par James Douglas Logan. Elle était à l'origine une simple station de chemin de fer utilisée pour rafraichir les locomotives à vapeur. Logan développa la station pour en faire un centre de santé pour les voyageurs. Un hôtel ouvrit en 1899. Il prit le nom d'Alfred Milner, le nom du haut commissaire de la colonie du Cap. Durant la seconde guerre des Boers, Matjiesfontein fut le quartier général des forces britanniques et l'hôtel fut transformé en hôpital de campagne.
La localité fut quelque peu abandonnée à partir des années 1940 puis rachetée en 1968 par un mécène, David Rawdon, qui entreprit de restaurer les bâtiments principaux comme l'hôtel de ville, l'hôtel, le poste de police et les 15 maisons victoriennes.
Depuis 1970, Matjiesfontein est inscrit au patrimoine national des monuments historiques. L'hôtel constitue une destination historique et une halte incontournable du Rovos Rail, un train touristique de luxe tiré par une locomotive à vapeur, circulant entre le Cap, Pretoria et Victoria Falls au Zimbabwe.